# Laura Lion
Laura Lion (Litoměřice, 24 marzo 1983) è un'ex attrice pornografica ceca.

## Biografia
Conosciuta anche con i nomi di Laura Lion, Laura Lyon, Lenka e Laura Finn, ha iniziato la propria attività professionale nell'inverno tra il 2001 e il 2002, appena maggiorenne. Scritturata dalle maggiori case produttrici del settore, tra cui la statunitense DDF Productions e Private Media Group, ha interpretato oltre 60 produzioni. È alta 168 cm e il suo peso è intorno ai 55 kg ed è tra le poche pornostar ceche che si sia sottoposta a vistosa mastoplastica additiva al seno. Ha capelli neri, occhi castani e misura 94 cm di busto, 63 di vita e 95 di fianchi. Laura ha interpretato quasi esclusivamente film di sesso anale. Nel film Transsexual Beauty Queens 19 del 2003 è inclusa una lunga sequenza di Laura oggetto di penetrazioni vaginali e anali non protette - cosa questa rara nel cinema pornografico - dell'attrice britannica transessuale, Joanna Jet.
Secondo il sito IAFD la sua carriera di attrice si è svolta negli anni dal 2002 al 2011.

## Filmografia
- Tittensaue (2001)
- Chasin Tail 3 (2002)
- Eighteen 'N Interracial 6 (2002)
- Euro Angels Hardball 19: Reverse Gang Bang Edition (2002)
- Hot Chic (2002)
- Natural Wonders of the World 19 (2002)
- Natural Wonders of the World 20 (2002)
- Passport To Prague 1 (2002)
- Private Xtreme 5: Anal Agency (2002)
- Schwestern vom Not-Dienst (2002)
- Superfuckers 17 (2002)
- Total im Arsch (2002)
- Trique Traque (2002)
- Truly Nice Tits 1 (2002)
- Alfredino - Il Silenzio dell'Amore (2003)
- Anal Thrills 1 (2003)
- Angelmania 4 (2003)
- Ass To Mouth 11 (2003)
- Best of Private: Dangerous Curves (2003)
- Black Pipe Layers 2 (2003)
- Cum In My Ass Not In My Mouth 1 (2003)
- Dicke Titten (2003)
- Double Decker Sandwich 3 (2003)
- Freshly Slayed 3 (2003)
- Glockenfieber (2003)
- Golden Girls 3 (2003)
- I Got The Biggest Tits! Wet T-shirt Contest 1 (2003)
- Ibiza Undressed 2 (2003)
- I'm Your Slut 2 (2003)
- Internal Violations 1 (2003)
- Manhammer 1 (2003)
- Moglie Molto Infedele (2003)
- Multiple POV 2 (2003)
- Natural Wonders of the World 24 (2003)
- Nurses on the Loose (2003)
- Orgy World: The Next Level 5 (2003)
- Party Of Sex 1 (2003)
- Pink Pussy Cats 5 (2003)
- Pleasures Of The Flesh 4 (2003)
- Private Xtreme 6: Calling A Gigolo (2003)
- Professianals 1 (2003)
- Rocco's True Anal Stories 20 (2003)
- Salieri Erotic Stories 1 (2003)
- Seduced and Abandoned (2003)
- Serial Fucker 1 (2003)
- Slayer Unleashed 2 (2003)
- Tear My Clothes Off and Ass Fuck Me (2003)
- Tits And Ass 4 (2003)
- Transsexual Beauty Queens 19 (2003)
- Truly Nice Tits 3: Naturally Stacked (2003)
- World Class Whores 1 (2003)
- Young Ripe Mellons 4 (2003)
- 4 Sisters (2004)
- All Amateur Video 8 (2004)
- Ass Crackin' 3 (2004)
- Ass Maniacs (2004)
- Ball-Busting Babes (2004)
- Big Boobs in Prague (2004)
- Big Mouthfuls 4 (2004)
- Big Natural Tits 12 (2004)
- Big Tit Brotha Lovers 4 (2004)
- Big Wet Asses 5 (2004)
- Big Wet Tits 2 (2004)
- Boobsville's World Tour 1 (2004)
- Busty White Girls (2004)
- Camel Hoe's 1 (2004)
- Canibales Sexuales 2 (2004)
- Crack Her Jack 3 (2004)
- Cum Get Some 1 (2004)
- Drive Thru 2 (2004)
- European Mail Order Brides 2 (2004)
- Gooey Buns 7 (2004)
- Natural Wonders of the World 35 (2004)
- North Pole 48 (2004)
- Nurses in Paradise (2004)
- Planet Silver 2 (2004)
- POV Pervert 2 (2004)
- Private Life of Stacy Silver (2004)
- Rocco's True Anal Stories 21 (2004)
- Russian Institute: Lesson 3 (2004)
- Semen Sippers 2 (2004)
- Sex Tails 1 (2004)
- Tug Jobs 2 (2004)
- Zuzanna's Hardcore Hooters (2004)
- 2 Chicks 1 Dick 2 (2005)
- All You Can Eat 1 (2005)
- Bubblecum 3 (2005)
- Busty Babes from Budapest (2005)
- Busty Czech Babes (2005)
- Corsica Hot Sex (2005)
- Cream Pie Orgy 1 (2005)
- Cream Pie POV 1 (2005)
- Cum On My Big Tits 2 (2005)
- Director's POV 1 (2005)
- Fine Ass Bitches 2 (2005)
- Gang Me Bang Me 7 (2005)
- Gent 3 (2005)
- Girls Gone Black 5 (2005)
- Goo 4 Two 2 (2005)
- Junior College Girls 3 (2005)
- Private Tropical 19: Deadly Love in Paradise (2005)
- Private Tropical 20: Caribbean Dream (2005)
- Sweet Angels (2005)
- When Porn Stars Play 4: Sex For Fun (2005)
- Analicious Adventures 2 (2006)
- Boob Exam Scam 3 (2006)
- Breast Obsessed (2006)
- Calda Notte (2006)
- Cock Drainers (2006)
- Dripping Creampies 3 (2006)
- Girls Of Amateur Pages 8 (2006)
- International Eye Candy 1 (2006)
- Intimità Violata (2006)
- Jiggling Jugs (2006)
- Just Fuckin' 4 (2006)
- Off The Rack 4 (2006)
- Private Xtreme 27: Gag 'N' Shag (2006)
- Pure Anal 3 (2006)
- Rear Ended 3 (2006)
- Russian Institute: Lesson 6 (2006)
- Salieri Football 3: Il Tramonto Di Un Sogno (2006)
- Seductive 4 (2006)
- Sex City 2 (2006)
- Urgencies (2006)
- Vicieuses et Delurees (2006)
- Widow (2006)
- Adulterer (2007)
- Anal Addicts 27 (2007)
- Big Black Poles and Little White Holes (2007)
- Big Breasted Beautiful Babes 5 (2007)
- Busty Euro Sluts 2 (2007)
- Case Chiuse (2007)
- Dirty Wicked Bitches 1 (2007)
- Don't Stop Fill Me Up (2007)
- Gent 11 (2007)
- Gent 13 (2007)
- Hardcore Fever 5 (2007)
- Heavy Duty 1 (2007)
- Lady Zoom I Love My Sandwich Open Face (2007)
- Memoirs of Yasmine (2007)
- Prime Cups 1 (2007)
- Vedova della Camorra (2007)
- Yasmine: Behind Bars (2007)
- Big Juicy Titties (2008)
- Big Rack Attack 5 (2008)
- Big Tits Sluts 2 (2008)
- Bodacious Tits (2008)
- Boobsville's Young and Busty 5 (2008)
- Gent 14 (2008)
- Sexual Harassment (2008)
- Bar Bangers 1 (2009)
- Big Ass Adventure 9 (2009)
- Bodacious Tits 2 (2009)
- D Cup 4 (2009)
- World Class Whores 3 (2009)
- ATM Sex (2010)
- Big Boobs Power (2010)
- Drunk Sex Orgy: Where the Wild Hos Go (2010)
- Fun Sex Titty Fuck (2010)
- Mad Sex Party: Annihilated Cum Dumpsters (2010)
- All By Myself (2011)
- Big Cock Crazy 4 (2011)
- Honeymoon (2011)
- Jizz Jugglers 2 (2011)